# Rowohlt
Rowohlt est une maison d'édition allemande fondée en 1908 à Reinbek. Elle appartient depuis 1982 au Verlagsgruppe Georg von Holtzbrinck.

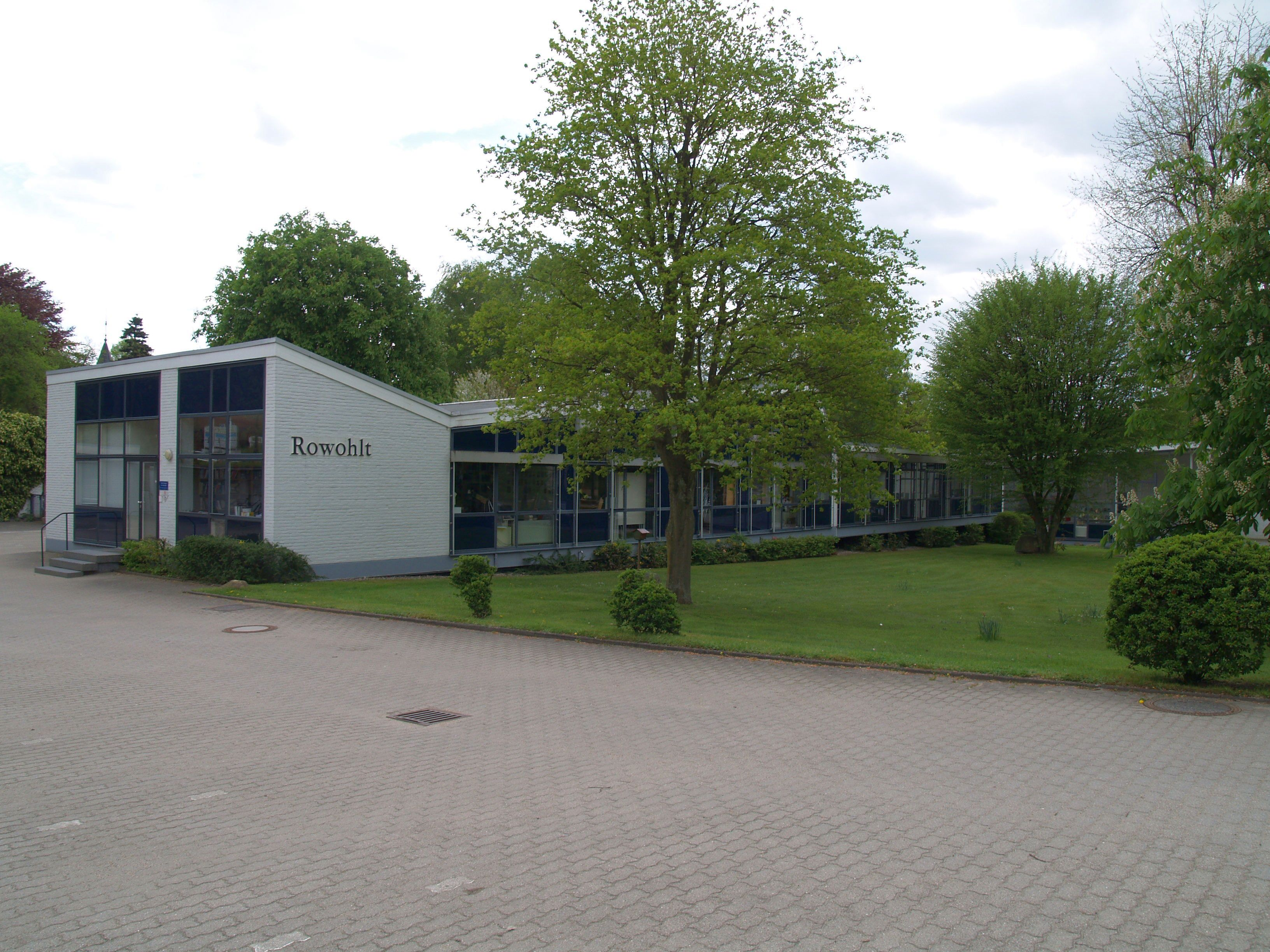
Bureaux de Rowohlt à Reinbek.

Freimut Duve y travailla de 1970 à 1989.

## Publications notables
Parmi les auteurs de langue allemande qu'elle publie figurent Wolfgang Borchert, C. W. Ceram, Hans Fallada, Joachim Fest, Mascha Kaléko, Georg Klein, Elfriede Jelinek, Erika Mann, Klaus Mann, Daniel Kehlmann, Kurt Tucholsky, Martin Walser, Heinz Strunk. Parmi les auteurs qu'elle publie en traduction figurent Paul Auster, Simone de Beauvoir, Albert Camus, Roald Dahl, Jeffrey Eugenides, Jon Fosse, Jonathan Franzen, Stephen Hawking, Ernest Hemingway, Siri Hustvedt, Denis Johnson, Cormac McCarthy, Toni Morrison, Harold Pinter, Thomas Pynchon, Philip Roth, José Saramago, John Updike.